# François de Bausset
Pour les articles homonymes, voir Bausset.
François de Bausset est un homme politique français né le 22 mars 1764 à Paris et mort le 10 décembre 1841 à Marseille (Bouches-du-Rhône).

## Biographie
Officier d'infanterie sous l'Ancien Régime, il est député des Bouches-du-Rhône de 1815 à 1816 et de 1820 à 1830, siégeant dans la majorité soutenant la Restauration. Il siège comme légitimiste sous la Monarchie de Juillet.

## Sources
- « François de Bausset », dans Adolphe Robert et Gaston Cougny, Dictionnaire des parlementaires français, Edgar Bourloton, 1889-1891 [détail de l’édition]